# Col de Festre
Der Col de Festre ist ein 1441 Meter hoher Gebirgspass in den französischen Alpen. Er befindet sich in der Region Provence-Alpes-Côte d’Azur im Département Hautes-Alpes und führt durch das Dévoluy-Massiv. Über die D937 verbindet er die Gemeinde Pellafol im Norden mit Montmaur im Süden.

## Auffahrten
Die Nordauffahrt von Pellafol beginnt mit der Überquerung der Pont de Baume auf der D537. Entlang der Souloise geht es nun nach Saint-Disdier, ehe sich die Straße teilt. Nun folgt man der D537 und gelangt über Agnières-en-Dévoluy auf die Passhöhe. Die 12,5 Kilometer lange Auffahrt weist eine durchschnittliche Steigung von 4,2 % auf. Die steilsten Abschnitte mit rund 7 % werden bei Le Grand Villard und kurz vor dem höchsten Punkt erreicht. Dazwischen gibt es etwa zur Hälfte der Distanz ein rund 1500 Meter langes Flachstück.
Die Südauffahrt von Montmaur ist 13,9 Kilometer lang und weist eine durchschnittliche Steigung von 4,2 % auf. Die ersten sechs Kilometer, die entlang der Béoux verlaufen, steigen mit nur 2 % an, ehe mit der Überquerung des Flusses ein Kilometer mit 6 % im Schnitt folgt. Auf diesem wird auch eine kurze Tunnelpassage durchfahren. Nach einem weiteren Flachstück weisen die letzten fünf Kilometer eine Durchschnittsteigung von 6,2 % auf. Bei La Cluse wird bei zwei Kehren der steilste Abschnitt mit rund 8 % erreicht, ehe die Straße auf den letzten beiden Kilometer wieder zusehends abflacht.

## Radsport
Die Tour de France führte im Jahr 1970 auf dem Weg von Grenoble nach Gap erstmals über den Col de Festre. Damals wurden jedoch nur die letzten Kilometer der Nordauffahrt befahren, da zuvor der Col de Rioupes überquert wurde. Auf diesem sicherte sich der Italiener Primo Mori die Bergwertung der 3. Kategorie, ehe er auch die Etappe gewann.
In den Jahren 1982 und 2020 wurde jeweils die Südseite befahren, ehe die Etappen mit Bergankünften in Orcières Merlette zu Ende gingen. Im Jahr 1982 galt die Auffahrt als Bergwertung der 2. Kategorie, ehe sie im Jahr 2020 als Anstieg der 3. Kategorie klassifiziert wurde.
Im Jahr 2024 führte die Tour de France auf der 18. Etappe erneut von der Südseite über den Col de Festre. Die Auffahrt wurde in der frühen Rennphase absolviert und galt als Bergwertung der 3. Kategorie. Der Spanier Oier Lazkano führte über die Passhöhe.
| Jahr | Etappe     | Bergwertung  | Fahrer         | Auffahrt                   |
| ---- | ---------- | ------------ | -------------- | -------------------------- |
| 1970 | 13. Etappe | 3. Kategorie | Primo Mori     | Nord (über Col de Rioupes) |
| 1982 | 15. Etappe | 2. Kategorie | Pascal Simon   | Süd                        |
| 2020 | 04. Etappe | 3. Kategorie | Quentin Pacher | Süd                        |
| 2024 | 18. Etappe | 3. Kategorie | Oier Lazkano   | Süd                        |